# Литературный музей Сюсаку Эндо
Литературный музей имени Сюсаку Эндо (яп. 遠藤周作文学館) — литературный музей в Сотоме на северо-западе Нагасаки, в Японии. Экспозиция посвящена жизни и творчеству японского писателя-католика Сюсаку Эндо (1923—1996).
Район Сотоме известен как родина тайных христиан Нагасаки. Он же является местом действия в романе Эндо «Молчание». Музей его имени был основан здесь в мае 2000 года. Экспозиция включает книги писателя, рукописи, письма, фотографии и любимые вещи, в том числе его письменный стол, Библию и чётки, статую Пресвятой Девы Марии, унаследованную им от матери и стоявшую у изголовья его постели всю жизнь писателя.
С места нахождения музея открывается вид на острова Гото и деревню Сицу, где стоит памятник «Молчанию» с надписью из романа: «Человечество так печально, Господи, и океан такой синий».